# Christian Heinrich Hesemann

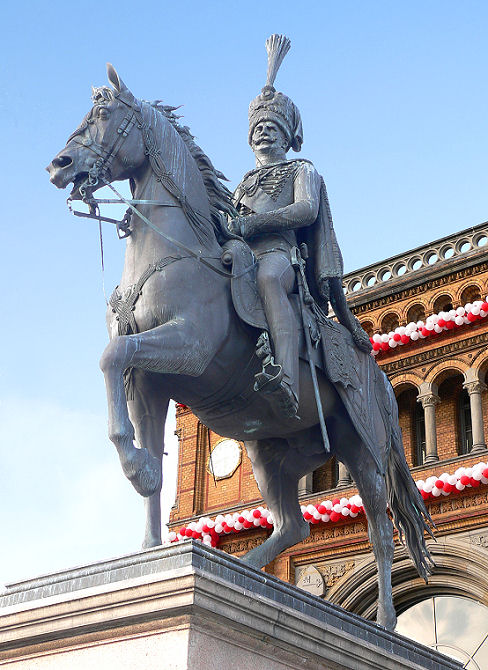
Ernst-August-Denkmal in Hannover, Kopfgestaltung von Heinrich Hesemann

Christian Heinrich Hesemann (* 27. Juni 1814 in Hannover; † 29. Mai 1856 ebenda) war Hofbildhauer des Königs Ernst August I. von Hannover.

## Werdegang
Christian Heinrich Hesemann erhielt seine künstlerische Ausbildung bei Christian Daniel Rauch in Berlin. Er wurde damit ein Vertreter der Berliner Bildhauerschule. 1838 und 1840 war er an den Ausstellungen der Berliner Akademie beteiligt. Nach einer Italienreise im Jahr 1845 ließ er sich in Hannover nieder. Er wurde Dozent an der Polytechnischen Schule und Mitglied im Hannoverschen Künstlerverein. Im Auftrag von Georg V. schuf Hesemann zahlreiche Kunstwerke, u. a. die Büste und Totenmaske von Carl Friedrich Gauß, die Bronzestatue von Gottfried Wilhelm Leibniz, die Marmorbüsten von Ernst August, Königin Friederike, Georg V. und Königin Marie, sowie die Statuen der Dichter Ovid, Terenz, Sophokles und Horaz auf dem Söller des Hoftheaters, dem heutigen Opernhaus Hannover.
Ursprünglich aus der Werkstatt von Christian Daniel Rauch stammte das Grabmal für König Ernst August, das Hesemann dann gemeinsam mit Albert Wolff schuf und das im Welfenmausoleum im Berggarten von Herrenhausen aufgestellt wurde. An einem der Wahrzeichen seiner Vaterstadt Hannover, dem am 21. September 1861 enthüllten Reiterstandbild des Königs Ernst August vor dem Hauptbahnhof, konnte er als Gehilfe von Bildhauer Albert Wolff die Uniform und den Kopf gestalten.
Hesemann starb im Alter von 41 Jahren in Hannover.

## Ehrungen
1928 wurde die Hesemannstraße in Hannover Groß-Buchholz nach dem Bildhauer benannt.